# Westlicher Kleiner Panda
Der Westliche Kleine Panda (Ailurus fulgens), auch Himalaja-Katzenbär genannt, ist ein mittelgroßes Säugetier aus der Gattung der Kleinen bzw. Roten Pandas (Ailurus), das in Nepal, im nordöstlichen Indien und in Bhutan sowie im südöstlichen Tibet vorkommt.

## Merkmale
Beide Arten der Kleinen Pandas erreichen Kopf-Rumpflängen von 50 bis knapp über 70 cm, haben einen etwa 30 bis 50 cm langen Schwanz und erreichen ein Gewicht von 3 bis 6 Kilogramm. Der Kopf ist rund, die Schnauze ist kurz. Das Rückenfell ist kastanienbraun, der Bauch, die Vorder- und Hinterbeine sind schwarz. Die Sohlen der Pfoten sind behaart. Die Weibchen haben acht Zitzen. Der Westliche Kleine Panda hat einen kleineren Schädel mit einer weniger gewölbten Stirn, eine kleinere Jochbogenbreite und zierlichere Zähne als Styans Kleiner Panda. Das Fell ist etwas heller und das Winterfell ist kürzer (40 bis 50 mm vs. 70 mm). Die Ringelung des Schwanzes ist weniger deutlich ausgeprägt und das Gesicht ist weniger rötlich als bei Styans Kleinem Panda, oft sogar eher weißlich als rötlich mit größeren, nicht deutlich abgegrenzten weißen Flecken.

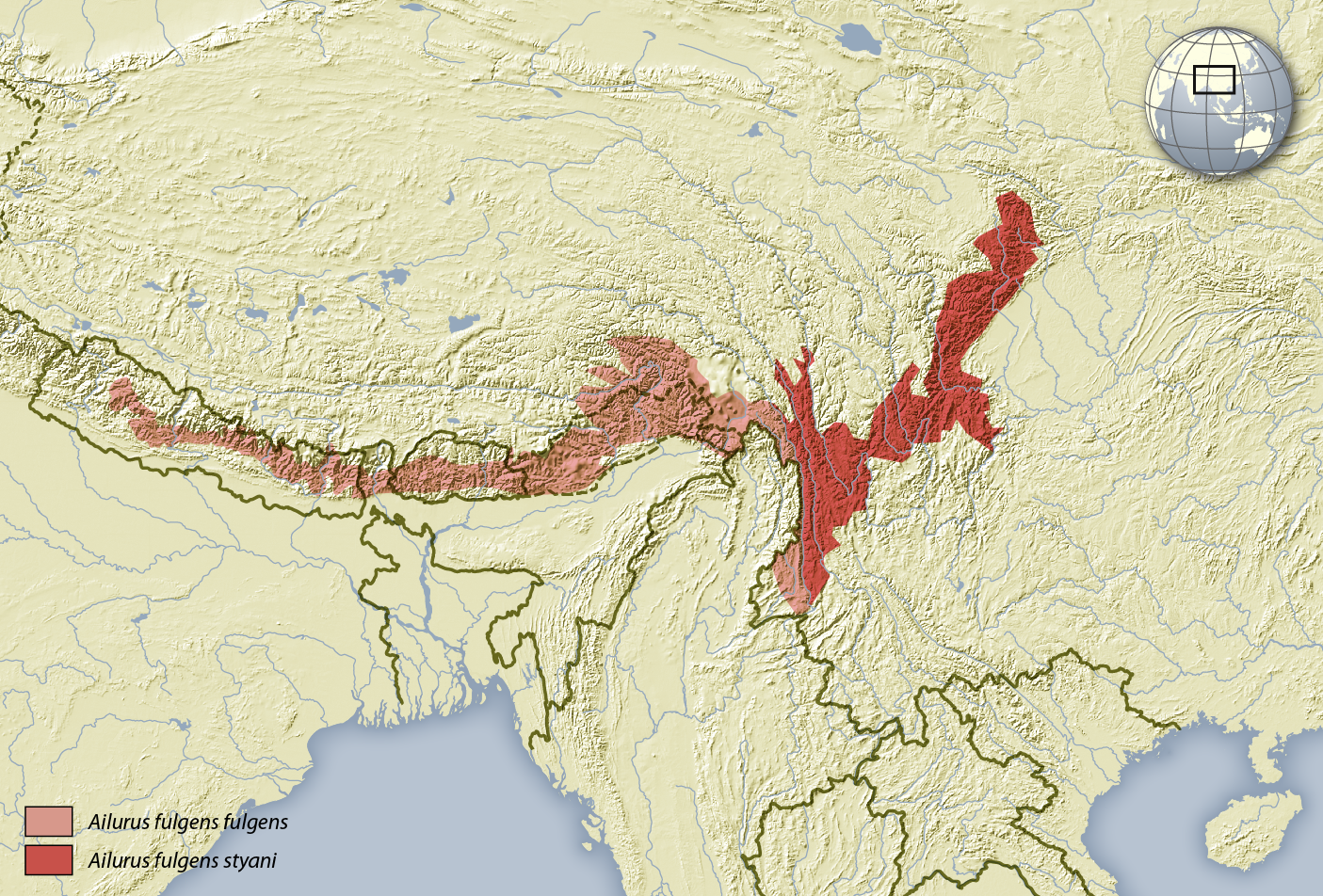
Rosa – das Verbreitungsgebiet des Westlichen Kleinen Pandas

## Lebensraum und Lebensweise

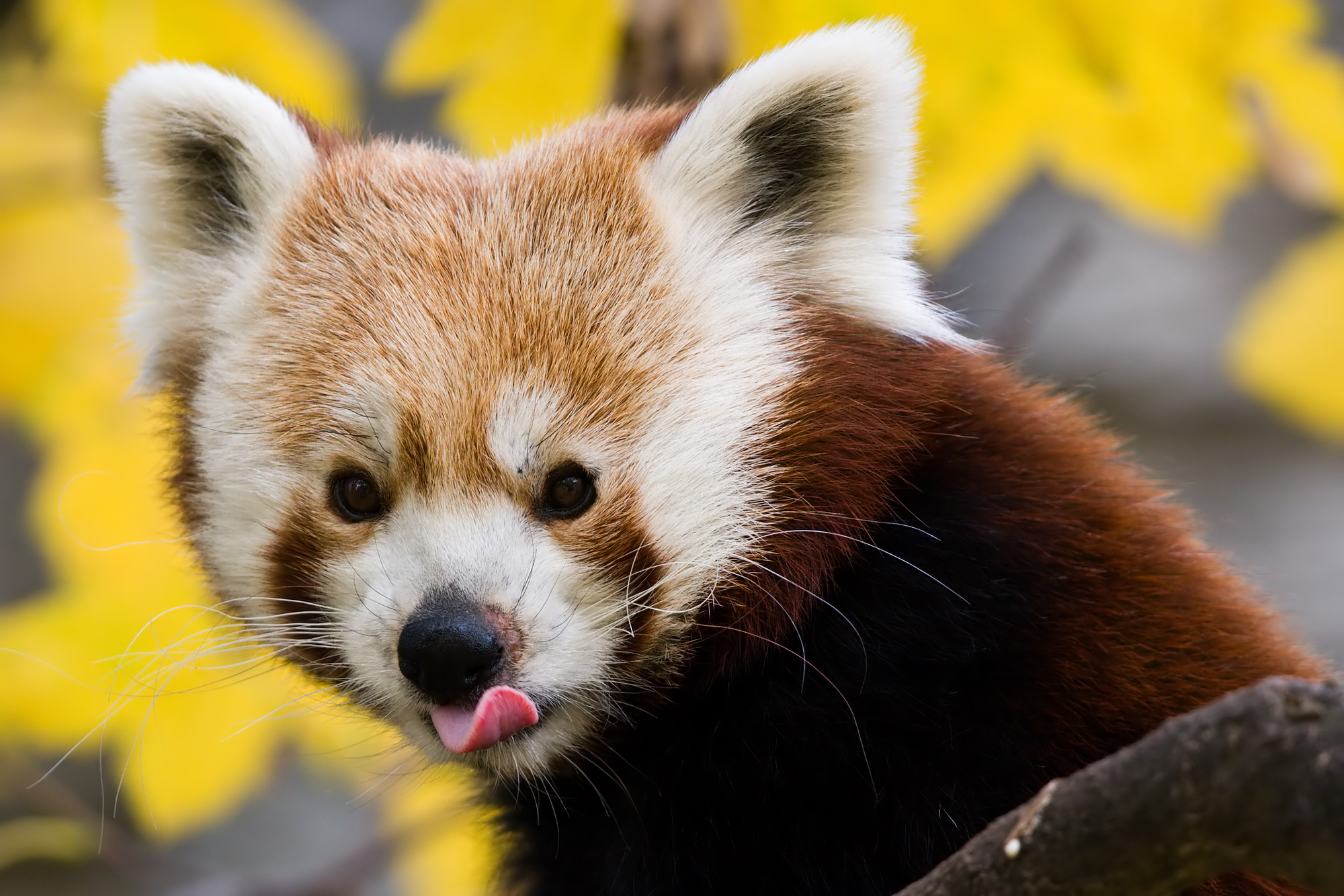
Westlicher Kleiner Panda

Der Westliche Kleine Panda kommt in Nepal, im nordöstlichen Indien (Arunachal Pradesh und Sikkim), in Bhutan sowie im südöstlichen Tibet (Kreise Mêdog und Zayü) in gemäßigt temperierten Wäldern in Höhen von 1500 bis 4800 Metern vor. Das westlichste von den Tieren bewohnte Gebiet ist der Distrikt Mugu im westlichen Nepal, östlich reicht das Verbreitungsgebiet bis zum Westufer des Brahmaputra oder des Saluen.
Die dominierenden Bäume in diesen Gebiet sind immergrüne Laubbäume und Koniferen, z. B. Ahorne, Eichen, Rosskastanien und Walnussbäume, sowie Hemlocktannen und Tannen. Im Süden des Verbreitungsgebietes liegt die jährliche Niederschlagsmenge bei 350 cm, weiter nördlich bei 130 cm im Jahr. Im indischen Singalila-Nationalpark sind die Tiere in Höhen von 2800 bis 3600 m besonders zahlreich vertreten. Dort gibt es dichte Bambusbestände und ein geschlossenes Blätterdach, das von hohen Bäumen gebildet wird.  Weitere Säugetiere, die im Lebensraum des Westlichen Kleinen Pandas vorkommen, sind der Nepalesische Hanuman-Langur, das Himalaya-Moschustier, der Graue Goral, der Tibetische Rothirsch, das Gefleckte Riesengleithörnchen, der Rothund, der Kragenbär, der Buntmarder und der Leopard. Unter den Vögeln sind Fasanenartige, Drosseln und Fliegenschnäpper zahlreich vertreten.
Im nepalischen Langtang-Nationalpark waren die Territorien einiger genauer untersuchter Individuen 1,02 bis 9,62 km² groß. Bambus ist die wichtigste Nahrung der Pandas. Die für die Ernährung wichtigsten Bambusarten kommen aus den Gattungen Chimonocalamus, Phyllostachys und Thamnocalamus. Bambusarten mit einem hohen Nährstoffgehalt, z. B. der Zuckerstangenbambus (Himalayacalamus falconeri), und junge Triebe werden bevorzugt. Außerdem werden Flechten, Wurzeln, kleine Wirbeltiere, Vogeleier und Insekten verzehrt.

## Systematik

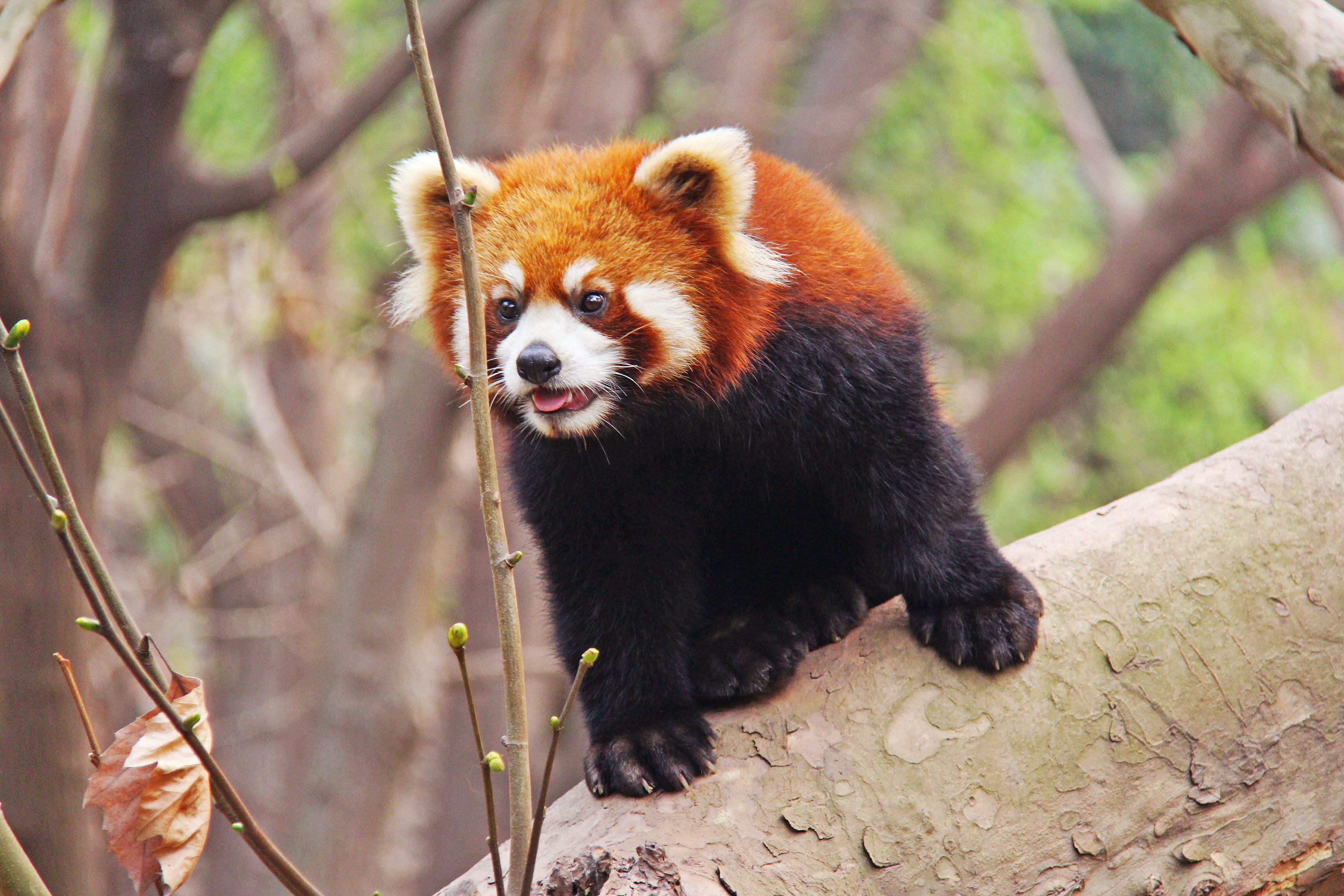
Zum Vergleich: Die Schwesterart Styans Kleiner Panda

Der Kleine Panda wurde 1825 durch den französischen Zoologen Frédéric Cuvier erstmals wissenschaftlich beschrieben und den Kleinbären (Procyonidae) zugeordnet. Die Familie Ailuridae wurde im Jahr 1843 durch den britischen Zoologen John Edward Gray eingeführt. Die Stellung in einer eigenständigen Familie wurde jedoch erst durch molekularsystematische Forschungen bestätigt. Im Jahr 1902 beschrieb der britische Zoologe Oldfield Thomas Ailurus fulgens styani, eine Unterart des Kleinen Pandas aus Sichuan. Die Nominatform, für die als Terra typica Nepal angegeben wurde, wurde dadurch zur Unterart Ailurus fulgens fulgens. Im Februar 2020 sprach sich eine Gruppe chinesischer Wissenschaftler dafür aus, sowohl der Nominatform (also dem Westlichen Kleinen Panda) als auch Styans Kleinem Panda den Status eigenständiger Arten zu geben. Die beiden Arten wurden vor etwa 220.000 Jahren als Folge von Vergletscherungen in der vorletzten Kaltzeit (Saale-Kaltzeit in Europa) voneinander isoliert und lassen sich sowohl genetisch als auch morphologisch und in ihrer Färbung unterscheiden. Die Grenze zwischen den Verbreitungsgebieten beider Arten könnte der Brahmaputra oder der Gebirgsfluss Saluen sein.

## Gefährdung
In Indien stellt der Verlust des Habitats, gefolgt von Wilderei, die größte Gefährdung des Kleinen Pandas dar. Neben der direkten Bewilderung geraten die Tiere auch immer wieder in Fallen, die zur Jagd auf Wildschweine, Hirsche, ziegenartiges Wild und Affen aufgestellt werden. In Indien kommt der Westliche Kleine Panda in 20, in Nepal in 7 und in Bhutan in 5 Schutzgebieten vor.